# Karl Lasch
Karl Lasch, född 29 december 1904 i Kassel, död 3 juni 1942 i Breslau, var en tysk nazistisk politiker. Han var promoverad jurist och Sturmbannführer i SA.

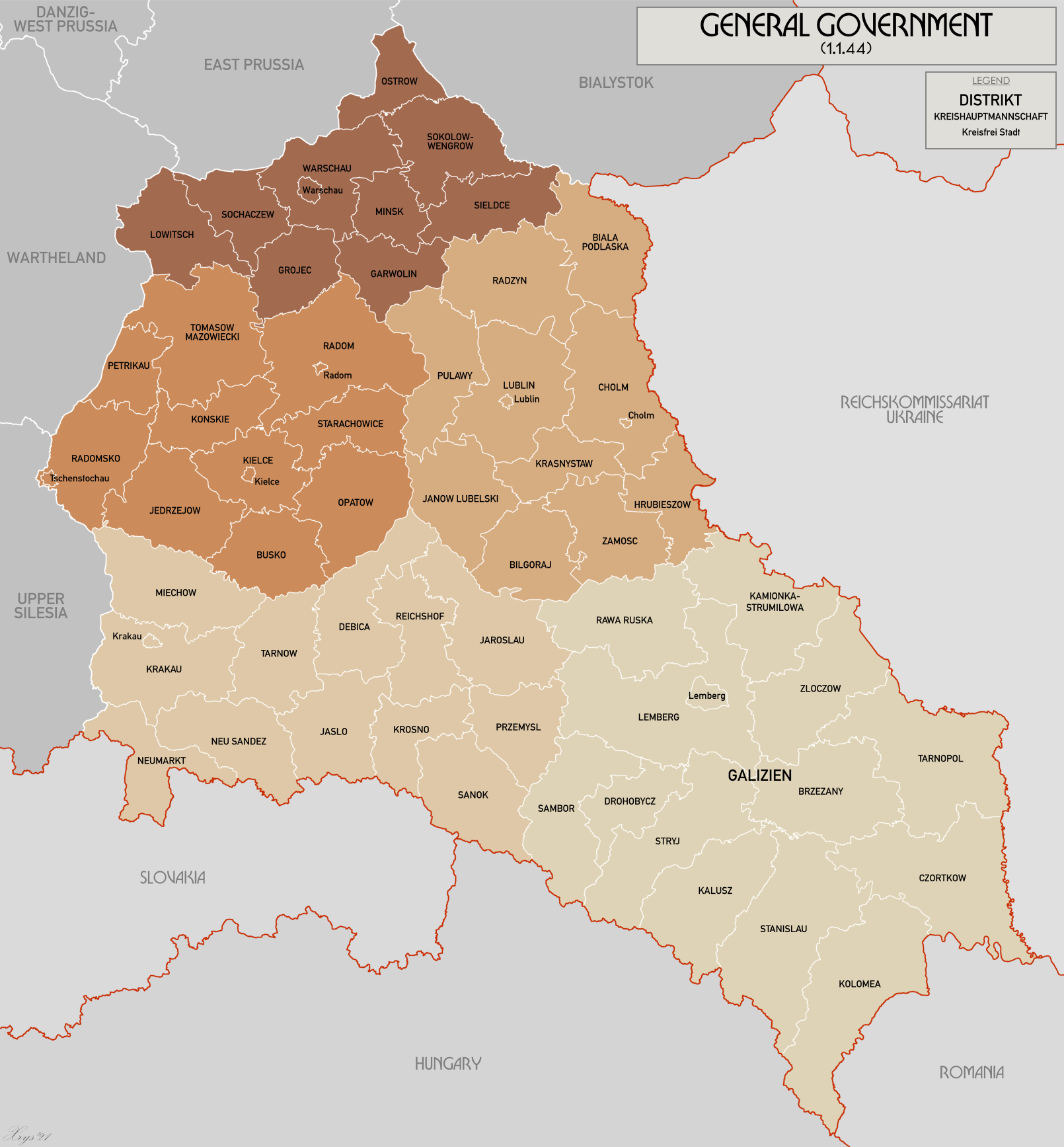
Administrativ karta över Generalguvernementet (augusti 1941).

## Biografi
Karl Lasch studerade nationalekonomi vid universiteten i Köln, Göttingen och München och promoverades till juris doktor vid det förstnämnda lärosätet år 1928. Hans avhandling bär titeln Das Führerprinzip im Aktienrecht. I juni 1928 fick han anställning som revisor vid Klöckner-Werke AG i Castrop-Rauxel.

### Andra världskriget
Den 1 september 1939 anföll Tyskland sin östra granne Polen och den 26 oktober inrättades Generalguvernementet, den del av Polen som inte inlemmades i Tyska riket. Lasch utnämndes till guvernör i distriktet Radom. I augusti 1941 installerades han på motsvarande port i distriktet Galizien, vilket hade tillkommit efter inledandet av Operation Barbarossa, Tysklands anfall på Sovjetunionen. Laschs båda guvernörskap präglades av hans hänsynslösa antisemitism; han införde en rad antijudiska åtgärder, ofta på eget initiativ. 
Vid sidan av sin post som guvernör pressade han hjälpsökande judar på pengar, värdesaker och möbler. I september 1941 inleddes en undersökning mot Lasch men den lades ned. Generalguvernementets ståthållare, Hans Frank, var nära vän till Lasch och försökte initialt skydda denne. Det hela växte dock till en maktkamp mellan Frank och SS:s chef, Heinrich Himmler, och Lasch förlorade så småningom Franks beskydd. I slutet av januari 1942 greps Lasch av Sicherheitsdienst (SD), SS:s säkerhetstjänst, och internerades i Kraków. Han anklagades för förskingring av allmän egendom för eget bruk. Utredarna upptäckte en hel förrådsbyggnad med värdesaker, pälsar, målningar, mattor, möbler med mera som Lasch hade stulit från polska judar. I förhör påstod Lasch att han ingalunda var den ende ämbetsmannen i Generalguvernementet som skodde sig pekuniärt på judarnas bekostnad. Han bad Himmler om att få tjäna vid östfronten som straff för de oegentligheter han begått. Den 9 maj 1942 åtalades Lasch inför en specialdomstol för korruption och valutabrott. Han dömdes till döden, på Himmlers personliga order. Det är inte klarlagt huruvida Lasch avrättades eller tvingades att begå självmord. Thomas Sandkühler och Robert S. Wistrich anger att Lasch avrättades, medan Ernst Klee hävdar att det rörde sig om självmord.